# Auf der Sonnenseite (1961)
Auf der Sonnenseite (Alternativtitel: Wollen wir wetten) ist eine vom DEFA-Studio für Spielfilme produzierte Gegenwartskomödie von Ralf Kirsten aus dem Jahr 1961, die Manfred Krug, der hier eine autobiografisch gefärbte Rolle spielte, zum Publikumsliebling werden ließ. Der Streifen feierte am 4. Januar 1962 seine Uraufführung im Berliner Kino Babylon.

## Inhalt
Martin Hoff ist ein junger Schmelzer in einem Stahlwerk, dazu ein begabter Jazz-Sänger und der Star der Laienspielgruppe in seinem Betrieb. Dieser delegiert ihn eines Tages an eine Schauspielschule, von der er trotz seiner Begabung wegen disziplinarischer Schwierigkeiten verwiesen wird. Auf der Abschiedsparty lernt er eine junge Frau kennen, die dem erfolgsgewohnten Casanova allerdings wenig Beachtung schenkt. Mit seinen ehemaligen Kommilitonen wettet er, dass er es schaffen wird, sie zu erobern.
Er macht sich auf die Suche nach der Unbekannten, die an einer Baustelle arbeiten soll. So heuert er bald an einem Bauunternehmen an und trifft sie wieder, als seine Bauleiterin. Der Draufgänger, der sich auch gern in den Mittelpunkt der Baustelle stellt, verliebt sich rasch in Ottilie, die ihn aber so nicht weiter wahrnimmt. Erst als er sich besonnener und zielstrebiger zeigt, gelingt es ihm, Ottilies Herz zu gewinnen. Dem privaten Glück folgt auch bald Erfolg als Künstler – er wird zu einem gefeierten Star.
Der Film spielt teilweise in Leipzig und zeigt einiges vom damaligen Stadtbild.

## Lied
- Stell die Sorgen in die Ecke, nimm dir deinen Hut. Spazier doch auf der Sonnenseite, dann wird alles gut.

## Hintergrund
Auf der Sonnenseite machte Manfred Krug zum allbekannten Publikumsliebling. Die Drehbuchautoren hatten bewusst Episoden aus Krugs Leben integriert. Krug hatte tatsächlich eine Lehre als Stahlschmelzer gemacht und war wirklich wegen disziplinarischer Schwierigkeiten von der Schauspielschule verwiesen worden. Unter anderem dadurch erhielt der Film eine ungewöhnliche Lebensnähe.

## Auszeichnungen
Dem Schöpferkollektiv des Films (G. Steineckert, H. Kahlau, R. Kirsten, H. Heinrich, M. Krug) wurde der Heinrich-Greif-Preis I. Klasse verliehen. Es sei „ein wirklich heiterer, optimistischer, lebensfreudiger Film, in dem der Besucher von Herzen lachen kann und der dabei den Problemen des Lebens, mit den Menschen der Deutschen Demokratischen Republik verbunden ist“.
Gisela Steineckert erhielt 1962 den Kunstpreis des Freien Deutschen Gewerkschaftsbundes (FDGB).

## Kritiken
„Ihre Ottilie als Partnerin von Manfred Krug in Ralf Kirstens Film Auf der Sonnenseite erwies sich als durchschlagender Erfolg. Mit dieser Rolle gelang Marita Böhme, was im DEFA-Film zuvor nicht allzuoft zu sehen war: Die Darstellung einer selbstbewußten, richtigen jungen Frau.“

„Auf der Sonnenseite ist ein gefährlicher Film. Zum Beispiel für alle übrigen Lustfilm-Autoren und -Regisseure; denn er hat ihnen die faulen Ausreden gestohlen.“

„Auf der Sonnenseite wurde zur Schwalbe am Babelsberger Himmel und widersprach dem abgewandelten Tucholsky-Bonmot: »Dreht die DEFA einen Lustspielfilm, dann bleiben die Zuschauer zu Hause und weinen.«“